# Pyar Troll-Rauch
Pyar Troll-Rauch (* 1960 in Garmisch-Partenkirchen als Franziska Reiter) ist eine deutsche Ärztin, Autorin und spirituelle Lehrerin.

## Biographie
Ihre Eltern waren Naturwissenschaftler; ihre Mutter Mirjam David war Widerstandskämpferin gegen den Nationalsozialismus im Umfeld der „Weißen Rose“. Pyar Troll erlebte eine christlich geprägte Kindheit, studierte Medizin und promovierte. Danach arbeitete sie als praktische Ärztin mit dem Schwerpunkt Homöopathie und Akupunktur in eigener Praxis.
Ihre Lehrer waren Osho und Samarpan. Osho gab ihr den Namen „Pyar“, das bedeutet in Sanskrit Liebe. 1999 begann Pyar in der Form des Satsang spirituelles Wissen zu vermitteln. Seitdem lehrt und vermittelt Pyar auch in Retreats im deutschsprachigen Raum. Sie hat sechs Bücher geschrieben.
Pyar ist in zweiter Ehe verheiratet und hat den Namen Rauch angenommen. Als Autorennamen führt sie den Namen „Pyar Troll-Rauch“.

## Tätigkeit
In ihren Büchern und Satsangs versucht Pyar den Zugang zu Meditation und Einsicht  zu vermitteln. Dazu verwendet sie mystische Aussagen aus verschiedenen Traditionen, hauptsächlich aus Buddhismus, Christentum und Sufismus.
Die Satsang-Sitzungen dauern eineinhalb bis zwei Stunden. Während eines längeren Gesprächsteiles sprechen einzelne Teilnehmer über „das Wesentliche“. In diesen Beiträgen geht es um eigene spirituelle Erfahrungen und Einsichten, Fragen zur Lehre, um Probleme im Beruf oder der Familie, und persönliche Bekenntnisse und Leiden.
In ihrem Buch geht Pyar auch auf ökologische und soziale Themen ein, die ihrer Meinung nach nicht von lebendiger Spiritualität zu trennen sind.

## Publikationen
- Wir – Wege zur Verbundenheit: Aurum, Bielefeld 2009, ISBN 978-3-89901-204-0
- Poesie der Stille – Tanz des Lebens, Anleitung zum Da-Sein: Heyne, München 2009, Taschenbucherstausgabe, ISBN 978-3-453-70105-2
- Hütet das Feuer! – Jesus als radikalen Weisheitslehrer entdecken: Aurum, Bielefeld 2006, ISBN 978-3-89901-085-5
- Satsang : die spirituelle Suche nach Wahrheit und Erkenntnis: Hugendubel, Kreuzlingen, München 2006, ISBN 978-3-7205-2831-3
- Bodhichitta – das erwachte Herz: Aurum, Bielefeld 2005, ISBN 3-89901-042-6
- Poesie der Stille – Tanz des Lebens: Kamphausen, Bielefeld 2002, ISBN 3-933496-66-7
- Reise ins Nichts – Geschichte eines Erwachens: Kamphausen, Bielefeld 2000, ISBN 3-933496-46-2